# Муниципальный фильтр
Муниципальный фильтр — процедура сбора подписей депутатов представительных органов муниципальных образований в поддержку кандидатов на должности глав регионов, предусмотренная российским законодательством.

## История
Инициатива о введении муниципального фильтра впервые была выдвинута мэром Самары Дмитрием Азаровым в апреле 2012 года, во время рассмотрения президентского законопроекта о возврате выборов глав регионов. Инициатором введения фильтра выступил некоммерческий фонд ИСЭПИ, созданный  выходцами из администрации президента РФ.
Устанавливается законом субъекта Российской Федерации в размере от 5 (Новгородская и Томская области, Севастополь) до 10 процентов (Белгородская и Ярославская области) от общего числа местных депутатов, причём эти депутаты должны представлять не менее 75 % от общего количества муниципальных образований в субъекте федерации.
Конституционный суд Российской Федерации сообщил, что муниципальный фильтр не противоречит Конституции.

## Значение муниципального фильтра для выдвижения кандидатов
По состоянию на 2018 год «муниципальный фильтр» лишал все политические партии России (кроме «Единой России» и в некоторых регионах также КПРФ) возможности самостоятельно выдвигать своих кандидатов на посты глав регионов России. В докладе движения в защиту избирательных прав «Голос» отмечено, что из 22 регионов России, прямые (то есть непосредственно населением) выборы глав которых проходили 9 сентября 2018 года, самостоятельно преодолеть «муниципальный фильтр» могли только две партии: «Единая Россия» (во всех 22 регионах) и КПРФ (в 3 регионах). Этому способствовало нежелание большинства партий участвовать во многих муниципальных выборах. Так, на посты 136 глав муниципалитетов, которых избирали в России в период с 11 сентября 2017 года по 29 июля 2018 года, претендовали всего 493 кандидата:
- 240 самовыдвиженцев;
- 112 от «Единой России»;
- 99 от ЛДПР;
- 19 от КПРФ;
- 7 от «Справедливой России»;
- 4 от «Партии дела»;
- 4 от «Союза труда»;
- 3 от «Партии Роста»;
- 2 от «Российской партии пенсионеров за социальную справедливость»;
- 2 от «Городов России»;
- 2 от «Партии социальной защиты»;
- 1 от «Коммунистов России»;
- 1 от «Патриотов России»;
- 1 от «Яблока».

За период с 11 сентября 2017 года по 29 июля 2018 года в России избирали 1026 муниципальных депутатов, на должности которых претендовали 2650 кандидатов:
- 591 самовыдвиженец;
- 933 кандидата от «Единой России» (закрыли 90,9 % от общего числа мандатов);
- 735 кандидатов от ЛДПР (закрыли 71,6 % общего числа мандатов);
- 172 кандидата от КПРФ (закрыли 16,8 % от общего числа мандатов);
- 141 кандидат от «Справедливой России» (закрыли 13,7 % от общего числа мандатов);
- 24 кандидата от «Патриотов России» (закрыли 2,3 % от общего числа мандатов);
- 12 кандидатов от «Яблока» (закрыли 1,2 % от общего числа мандатов)
- Остальные партии выдвинули кандидатов каждая менее, чем на 1 % от общего числа мандатов.

Таким образом, в 2017—2018 годах только четыре политические партии в России выдвигали своих кандидатов более, чем на 10 % мандатов.

## Критика
Экспертным сообществом неоднократно отмечались недостатки положений о «муниципальном фильтре», в частности — возможность злоупотреблений и административного давления со стороны действующих глав регионов, а также скупки подписей депутатов. Михаил Прохоров считает: «„Муниципальный фильтр“ стал для власти действенным инструментом, способным превратить выборы в хорошо срежиссированный спектакль».
В ходе губернаторских выборов 2017 года муниципальный фильтр отсёк от участия в них главных оппонентов врио губернаторов.
23 июля 2017 года первый заместитель главы АП Сергей Кириенко предложил отменить фильтр, если он превращается в способ не пускать кандидатов на выборы. Против этого выступила спикер Совета федерации Валентина Матвиенко и глава ЦИК Элла Памфилова, предложившая смягчить его: вы сами завтра, извините, взвоете, какие проходимцы пошли и фейковые партии (до этого выступала за его полную отмену).
В докладе движения в защиту избирательных прав «Голос» муниципальный фильтр охарактеризован как «средство политической фильтрации соперников, по тем или иным причинам неугодных региональным властям». Аналитики организации отвергли его способность к фильтрации кандидатов, в ряде регионов они обнаружили факт сговора «Единой России» и парламентских партий при сборе подписей муниципальных депутатов.
Согласно докладу 2017 года Комитета гражданских инициатив, муниципальный фильтр необходимо полностью отменить, ибо он в любом виде убивает конкуренцию. По оценке экспертов организации, фильтр принуждает партии к самоограничениям при выдвижении кандидатов, препятствует регистрации известных региональных политиков и способствует регистрации «условных и малозаметных оппонентов».
В 2017 году инициатива, предлагающая отменить муниципальный фильтр, появилась на портале РОИ.
Положительный эффект от применения муниципального фильтра был описан в докладе Российского общественного института избирательного права. По версии его сотрудников, барьер справляется с отсечением от выборов популистов и фейковых кандидатов и гарантирует «основополагающие демократические электоральные стандарты». Вместе с тем высказывается предложение его законодательного обновления, так как имеются случаи его применения для недопуска пользующихся поддержкой избирателей кандидатов.
В докладе ФоРГО фильтр назывался одной из причин снижения конкуренции на местных выборах (вдобавок к отсутствию должной законодательной ответственности для оппозиционных партий и «президентоцентричности» политической системы РФ). «Реновация» этого механизма в версии фонда заключалась в: освобождении от его прохождения партий, представленных не менее чем в 25 % муниципалитетов региона, снижении верхней планки фильтра, вводе запрета на сбор подписей в количестве больше, чем необходимо для регистрации.
В докладах ИСЭПИ муниципальному фильтру ставилось в заслугу институциональная защита от проникновения во власть кандидатов с радикальными, криминальными или сепаратистскими взглядами. Фонд предлагал субъектам РФ при принятии законов о создании двухуровневых городских округов и расширении муниципального депутатского корпуса снижать фильтр до нижней границы в 5—6 % в зависимости от количества муниципальных депутатов.
19 февраля 2019 года участники рабочей группы по совершенствованию избирательного законодательства при администрации президента, в том числе от партии «Единая Россия», согласились с возможностью снижения верхнего порога «муниципального фильтра» в два раза. Сейчас эта планка установлена в рамках от 5 до 10 %, теперь предлагается понизить её до 5 %.